# Pequea Township
Pequea Township est un township situé au centre du comté de Lancaster, en Pennsylvanie, aux États-Unis,. En 2010, il comptait une population de 4 605 habitants.

## Démographie
Lors du recensement de 2010, le township comptait une population de 4 605 habitants. Elle est estimée, en 2018, à 4 834 habitants.

### Source de la traduction
- (en) Cet article est partiellement ou en totalité issu de l’article de Wikipédia en anglais intitulé « Pequea Township, Lancaster County, Pennsylvania » (voir la liste des auteurs).